# Орци, Эмма
Баронесса Эмма Орци или Эммушка Орци, (неправильные варианты транскрипции: Орчи, Эммуска Ортси; 23 сентября 1865 — 12 ноября 1947) — британская романистка венгерского происхождения, автор знаменитого романа «Алый Первоцвет» (первого «героя в маске»), драматург и художник. Её «Леди Молли из Скотланд-Ярда» стала первой женщиной-детективом в качестве главного героя.

## Биография
Английская писательница, драматург и художник. Родилась в Тарнаэрш, Венгрия, в семье барона Феликса Орци (Baron Felix Orczy) и матери — графини Эммы Восс (Emma Woss). Ее отец был композитором и исполнителем, среди его друзей — были Вагнер, Лист, Гуно. Опасаясь крестьянских восстаний, семейство Орци в 1868 году уезжает сначала в Брюссель, затем в Париж, где Эмма училась в монастырских школах. Когда семья Орци в 1880 году переезжает в Лондон, Эмма продолжает свое образование сначала в Лондонской Школе искусств, затем в Академии, где и знакомится с будущим мужем — студентом-графиком Генри Джорджем Монтегю Маклеан Барстоу (Montagu Barstow), сыном священника. Несколько ее картин были выставлены в Королевской Академии (Royal Academy) в Лондоне.
В 1894 году Эмма вышла замуж за Монтегю Барстоу, вместе с которым работала над иллюстрациями книг и журналов и издала сборник венгерских сказок (Old Hungarian Fairy Tales, 1885).
На рубеже веков семья барона возвращается в Венгрию, но миссис Монтегю Барстоу, урожденная баронесса Орци, остается в Лондоне, где вместе с мужем оформляет детские книжки. В 1895 года в «Royal Magazine» появляется несколько коротеньких детских историй под общим названием «Juliette», написанных и иллюстрированных молодыми супругами.
25 февраля 1899 у них рождается сын Джон (John Montague Orczy-Barstow, стал писателем, печатался под псевдонимом John Blakeney).
Как писатель Эмма становится известной после произведения «Scarlet pimpernel», написанного в соавторстве с мужем. В августе 1903 года в Ноттингеме пьеса была поставлена и имела бурный успех. Пьеса не сходила со сцены до 1905 года, а это немалый срок для того времени. Так началось триумфальное шествие «Scarlet Pimpernel» по Европе.
Её рассказы появлялись в различных журналах, и в 1905 году вышел первый сборник — «Дело мисс Эллиот». Главный серийный герой баронессы Орци — детектив-любитель Бил Оуэн по прозвищу «Старик в углу» (The Old Man In the Corner, 1909) — раскрывал преступления, не покидая кресла за облюбованным угловым столиком в чайном магазине на Стрэнде. Позже этот детективный метод будет взят на вооружение несколькими литературными персонажами, наиболее известный из них — Ниро Вульф Рекса Стаута. Другими постоянными персонажами были адвокат Патрик Маллиган (Skin O' My Tooth, 1928) и детектив-профессионал леди Молли Робинсон-Кирк из Скотленд-Ярда (Lady Molly of Scotland Yard, 1910), впервые в истории детективного жанра — женщина в роли детектива.
Доходы от литературной деятельности позволили семье баронессы купить в 1918 году особняк в Ницце, где они прожили долгие годы, в том числе и во время Второй мировой войны. В 1942 году умирает муж Эммы. Она возвращается в Англию в 1945.
Баронесса Орци была плодовитым автором на протяжении всей жизни и продолжала писать до глубокой старости. Ее автобиография «Звенья в цепи жизни» вышла незадолго до ее смерти 12 ноября 1947 года.

### Прочее
- Леди Молли из Скотланд-Ярда